# United States Southern Command
Das United States Southern Command (SOUTHCOM oder USSOUTHCOM, deutsch Südliches Kommando der Vereinigten Staaten) ist eines von elf Unified Combatant Commands der Streitkräfte der Vereinigten Staaten. Es ist verantwortlich für die Koordination und Führung aller militärischen Operationen der USA in Süd- und Mittelamerika sowie in der Karibik. Es ist Teil des 1947 vom Verteidigungsministerium geschaffenen und im Jahre 2001 reformierten Unified Combatant Command-System.

## Geschichte
Das Hauptquartier des SOUTHCOM war lange Zeit auf der Howard Air Force Base an der Öffnung des Panamakanals zum Pazifik hin. Diese Basis war Stützpunkt für die größte Anzahl an militärischem und zivilem amerikanischem Personal in Mittelamerika. 1999 wurde SOUTHCOM nach Miami verlegt, so wie es die US-Regierung 1977 unter dem wachsenden Druck der Regierung Panamas sowie der lokalen Bevölkerung in den Torrijos-Carter-Verträgen vereinbart hatten.
Trotz aller Verbundenheit zu den USA zeigte sich der damalige Präsident Ernesto Pérez Balladares erleichtert über den Abzug der US-Truppen: „Die Präsenz der USA hatte vor allem in den letzten 20 bis 25 Jahren immer weniger mit dem Schutz des Kanals, sondern vor allem mit ihren eigenen Interessen in der Region zu tun.“

## Auftrag und Zuständigkeit

Zuständigkeitsbereich des SOUTHCOM (rot)

Im Krieg gegen Drogen leistet SOUTHCOM den oben genannten Behörden logistische Unterstützung. Um die Einfuhr von Drogen in die USA zu unterbinden, überwacht SOUTHCOM sämtliche Luft- und Seewege in die USA und in verbündete Staaten der Region. Zu diesem Zweck verbraucht es ungefähr ein Prozent des Anti-Drogen-Etats der US-Regierung (17.8 Milliarden USD im Fiskaljahr 2000).
Im Verantwortlichkeitsbereich des SOUTHCOM liegen 31 souveräne Staaten und 12 abhängige Gebiete und Gebiete mit besonderer Souveränität. Geographisch umfasst es:
- Die Landmasse Lateinamerikas südlich von Mexiko,
- Die angrenzenden Gewässer Zentral- und Südamerikas,

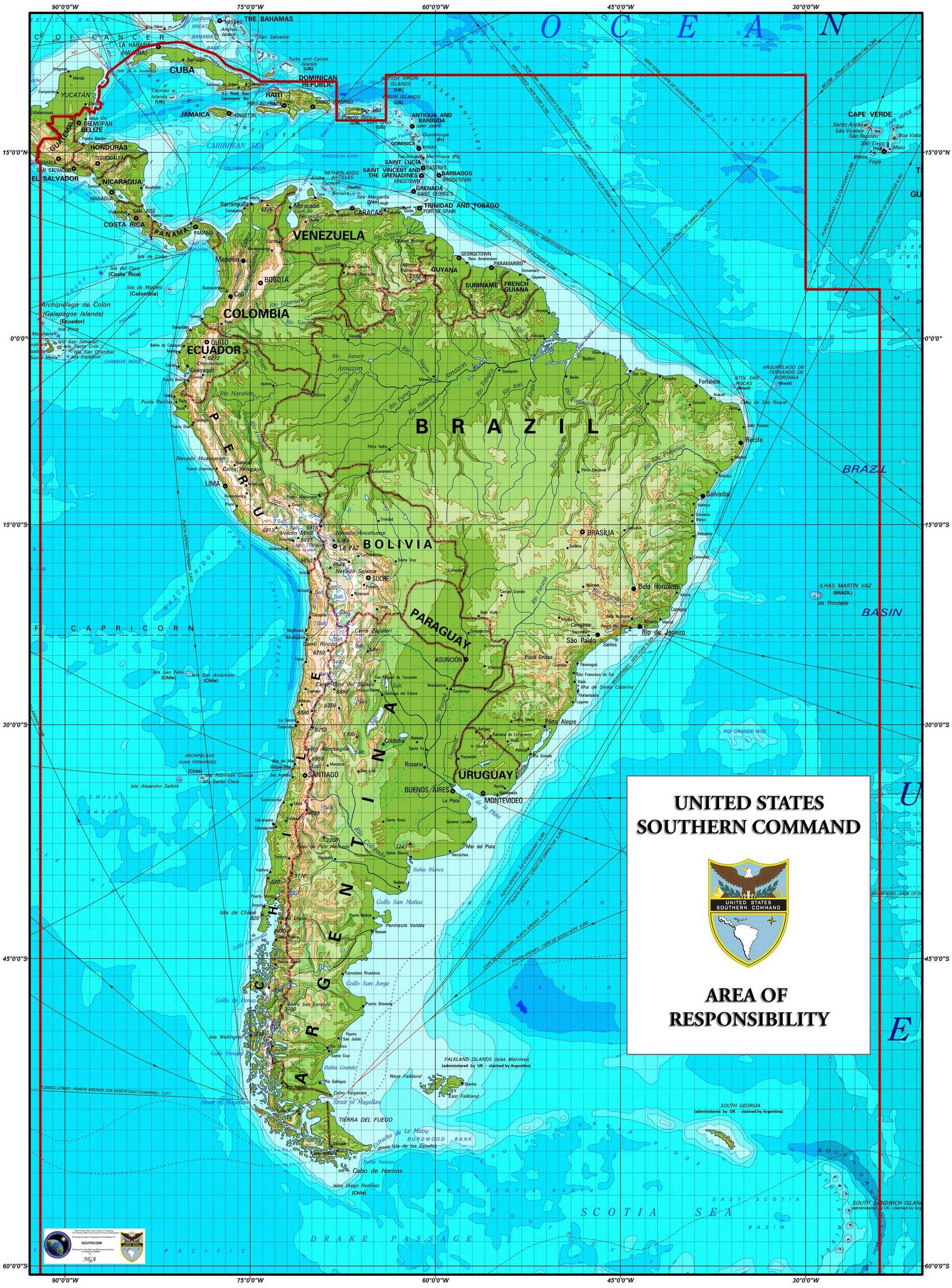
Zuständigkeitsbereich des SOUTHCOM (Detail)

- Das karibische Meer.

## Organisation

### Hauptquartier
Das Hauptquartier des Regionalkommandos liegt in Doral bei Miami (Florida), es verfügt aber auch über Kommandoposten in Fort Buchanan, in Guaynabo (Puerto Rico) und in Soto Cano (Honduras). Zusätzlich gibt es vorgeschobene Kommandoposten (FOLs, Forward Operating Locations) in Comalapa (El Salvador), Manta (Ecuador), Mariscal Estigarribia (Paraguay) und auf den Inseln Aruba und Curaçao, die zum Königreich der Niederlande gehören.
Ferner gibt es bei SOUTHCOM Verbindungsbüros weiterer US-Bundesbehörden, wie die der DEA (Drogenfahndungsbehörde), der NSA (Technischer Nachrichtendienst), der US Coast Guard (Küstenwache), des ICE (Immigration and Customs Enforcement) (der Zoll- u. Einwanderungsabteilung des Ministeriums für Innere Sicherheit), der DIA (Nachrichtendienst des Verteidigungsministeriums) und des Department of Justice.
Die Manta Air Base auf dem Internationalen Flughafen Manta in Ecuador war von 1999 bis 2009 Basis für die Aktivitäten des SOUTHCOM.
Die Personalstärke des Kommandos beträgt ca. 850 militärische und ca. 130 zivile Mitarbeiter.

### Unterstellte Kommandos und Einheiten
(Quelle: )
- Component Commands
  - US Army South (USARSO)
  - 12 Air Force (Air Forces Southern) (SOUTHAF)
  - US Naval Forces Southern Command/ 4.Flotte (COMUSNAVSO)
  - US Marine Corps Forces South (MARFORSOUTH)
  - US Special Operations Command South (SOCSOUTH)

- Andere Verbände und Einrichtungen
  - Joint Interagency Task Force – „Zwischenbehördliche Einsatzgruppe“ koordiniert die Drogenbekämpfung der einzelnen beteiligten Behörden und des Militärs.
  - Joint Task Force Guantanamo – „Vereinigte Einsatzgruppe Guantanamo“ für die nachrichtendienstlichen Verhöre in Guantanamo
  - Joint Task Force Bravo (JTF Bravo) auf der Soto Cano Air Base in Honduras – Vereinigte Einsatzgruppe aller US-Streitkräfte und -Behörden

## Befehlshaber
| Nr.     | Name                                  | Bild | Beginn der Berufung | Ende der Berufung  | Teilstreitkraft   |
| ------- | ------------------------------------- | ---- | ------------------- | ------------------ | ----------------- |
| 25      | Admiral Alvin Holsey                  |      | 7. November 2024    |                    | U.S. Navy         |
| 24      | General Laura J. Richardson           |      | 29. Oktober 2021    | 7. November 2024   | U.S. Army         |
| 23      | Admiral Craig S. Faller               |      | 26. November 2018   | 29. Oktober 2021   | U.S. Navy         |
| 22      | Admiral Kurt W. Tidd                  |      | 14. Januar 2016     | 26. November 2018  | U.S. Navy         |
| 21      | General John F. Kelly                 |      | 19. November 2012   | 14. Januar 2016    | U.S. Marine Corps |
| 20      | General Douglas M. Fraser             |      | 25. Juni 2009       | 19. November 2012  | U.S. Air Force    |
| 19      | Admiral James G. Stavridis            |      | 19. Oktober 2006    | 25. Juni 2009      | U.S. Navy         |
| 18      | General Bantz J. Craddock             |      | 9. November 2004    | 19. Oktober 2006   | U.S. Army         |
| 17      | GEN James T. Hill                     |      | 18. August 2002     | 9. November 2004   | U.S. Army         |
| Interim | Major General Gary D. Speer           |      | 30. September 2001  | 18. August 2002    | U.S. Army         |
| 16      | Gen. Peter Pace                       |      | 8. September 2000   | 30. September 2001 | U.S. Marine Corps |
| 15      | Gen. Charles E. Wilhelm               |      | 25. September 1997  | 8. September 2000  | U.S. Marine Corps |
| 14      | GEN Wesley Clark                      |      | Juli 1996           | Juli 1997          | U.S. Army         |
| Interim | Rear Admiral James Perkins            |      | März 1996           | Juni 1996          | U.S. Navy         |
| 13      | GEN Barry McCaffrey                   |      | Februar 1994        | Februar 1996       | U.S. Army         |
| Interim | MG W.A. Worthington                   |      | Dezember 1993       | Januar 1994        | U.S. Army         |
| 12      | GEN George A. Joulwan                 |      | November 1990       | November 1993      | U.S. Army         |
| 11      | GEN Maxwell R. Thurman                |      | September 1989      | November 1990      | U.S. Army         |
| 10      | GEN Frederick F. Woerner Jr.          |      | Juni 1987           | Juli 1989          | U.S. Army         |
| 9       | GEN John R. Galvin                    |      | März 1985           | Juni 1987          | U.S. Army         |
| 8       | GEN Paul F. Gorman                    |      | Mai 1983            | März 1985          | U.S. Army         |
| 7       | Lieutenant General Wallace H. Nutting |      | Oktober 1979        | Mai 1983           | U.S. Army         |
| 6       | LTG Dennis P. McAuliffe               |      | August 1975         | September 1979     | U.S. Army         |
| 5       | GEN William B. Rosson                 |      | Januar 1973         | Juli 1975          | U.S. Army         |
| 4       | GEN George V. Underwood Jr.           |      | September 1971      | Januar 1973        | U.S. Army         |
| 3       | GEN George R. Mather                  |      | Februar 1969        | September 1971     | U.S. Army         |
| 2       | GEN Robert W. Porter                  |      | Februar 1965        | Februar 1969       | U.S. Army         |
| 1       | GEN Andrew P. O’Meara                 |      | Juni 1963           | Februar 1965       | U.S. Army         |

Das US Southern Command wurde 1963 aktiviert und entstand aus dem 1947 aufgestellten US Caribbean Command. Letzter Befehlshaber des US Caribbean Command von Januar 1961 bis Juni 1963 und erster Befehlshaber des US Southern Command seit Juni 1963 war Lieutenant General – später General – Andrew P. O’Meara.